# Rio Baleia
O Rio Băleasa é um rio da Romênia afluente do rio Jiul de Vest, localizado no distrito de Hunedoara.